# Всасывание
Всасывание (резорбция, абсорбция) в физиологии — это способность тканей усваивать необходимые им и оставленные им извне, определённые молекулы, служащие для их питания, причём молекулы видоизменяются тканями.

## Основные сведения
Абсорбция происходит:
1. При газовом обмене в лёгких.
2. При процессах питания живой ткани.

Наибольшее значение всасывание имеет в ЖКТ. Из-за этого процесса из кишечника организм получает необходимые питательные вещества: белки, жиры, углеводы, вода, соли и витамины.
Процесс всасывания происходит через эпителий или по межклеточному пространству в несколько этапов:
1. Перенос веществ в цитоплазму клетки
2. Движение по цитоплазме клетки к латеральной мембране
3. Вывод в межклеточное пространство

Процесс всасывания в разных отделах ЖКТ имеет особенности:
- В полости рта всасываются ионы натрия, карбоната, калия, вода, алкоголь и некоторые лекарственные препараты.
- В желудке — вода, растворенные в ней минеральные соли.
- В толстой кишке — вода, глюкоза (в небольшом количестве), аминокислоты[2].